# Caudovirales
 (Septembre 2021).
Ordre

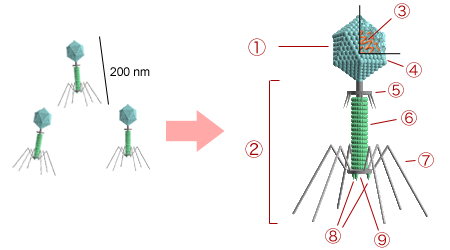
Structure du bactériophage à queue : (1) tête, (2) queue, (3) ADN, (4) capside, (5) collier, (6) gaine, (7) fibres constituant la queue, (8) spicules

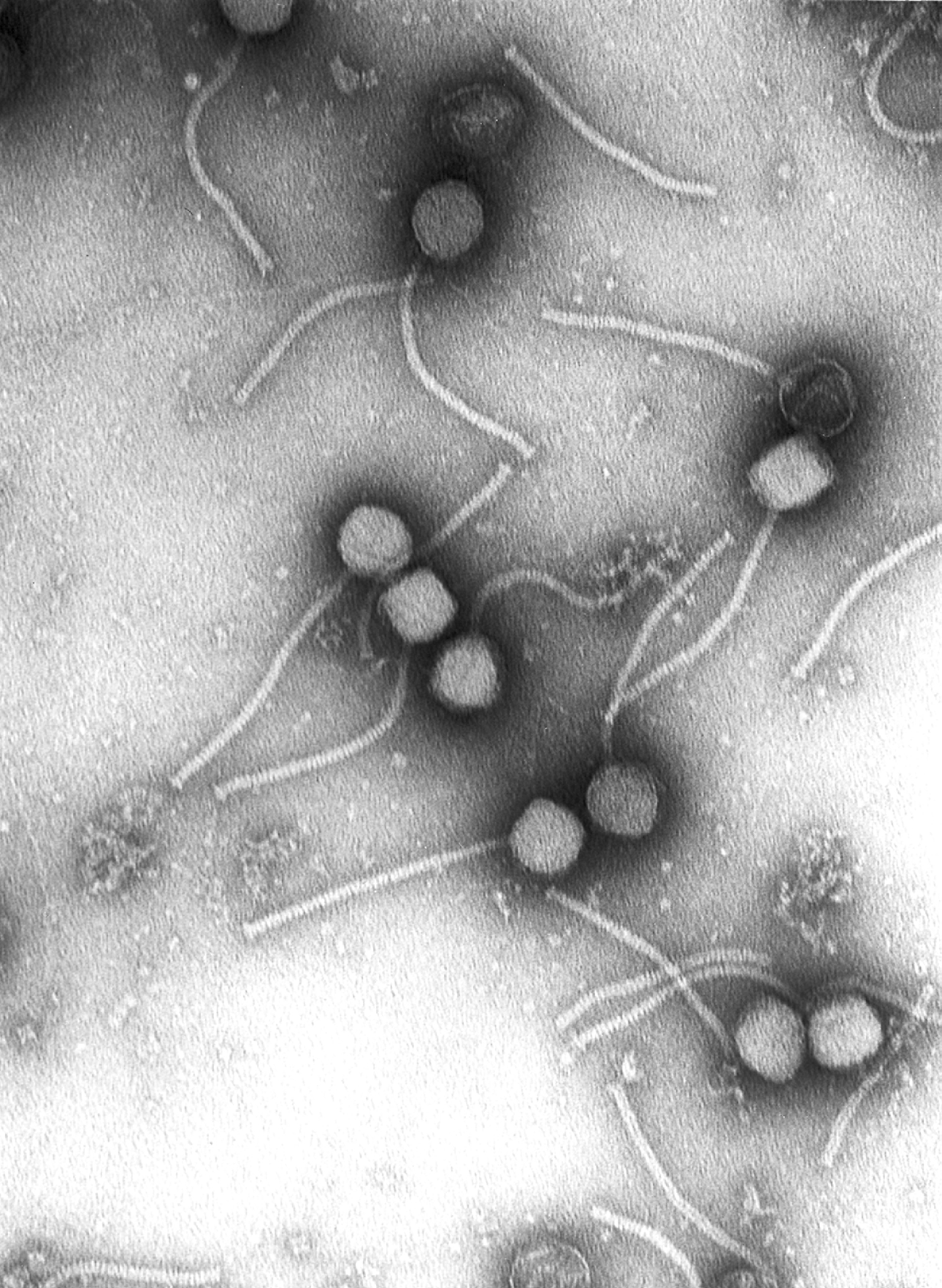
Micrographie électronique à transmission (MET) de Gamma-Phage

Les Caudovirales étaient un ordre de virus connus sous le nom de bactériophages à queue (cauda signifie en latin « queue »). Selon la classification de Baltimore, les Caudovirales étaient un ordre de virus du groupe I, leur génomes étant à ADN double brin (ADNds), qui pouvaient avoir une longueur comprise entre 18 000 paires de bases et 500 000 paires de bases. Les virions ont une forme distincte, chacun possédant une tête icosaédrique qui contient le génome viral et qui est attaché à une queue flexible à l'aide d'une protéine connectrice. L'ordre englobait un large éventail de virus, dont la plupart contiennent des gènes de séquences nucléotidiques et de fonctions similaires. Cependant, certains génomes de bactériophages à queue peuvent varier de manière assez significative dans la séquence nucléotidique, et ce même au sein du même genre. En raison de leur structure caractéristique et de la possession de gènes potentiellement homologues, on pensait que ces bactériophages possèdent une origine commune.
Cet ordre contenait 14 familles, 73 sous-familles, 927 genres et 2 814 espèces. Cela faisait des Caudovirales l'ordre le plus peuplé parmi les virus, représentant environ 30% de toutes les espèces de virus reconnues et près de la moitié de tous les genres de virus.
L’ordre des Caudovirales a été aboli en 2020.

## Infection
En rencontrant une bactérie hôte, la queue du virion s'attache aux récepteurs présents à la surface cellulaire et délivre l'ADN dans la bactérie. La queue du virus perce un trou dans la paroi cellulaire bactérienne et la membrane plasmique, le génome passe par la queue et rentre dans la bactérie. Une fois à l'intérieur, les gènes sont exprimés à partir de la machinerie génomique de l'hôte, en utilisant les ribosomes de ce dernier.

## Taxinomie
Les queues de bactériophages peuvent adopter une de trois morphologie différentes (Podoviridae, Myoviridae et Siphoviridae), associé à des mécanismes d'infections spécifiques, mais depuis 2022 cette distinction morphologique n'est plus la base de la taxinomie. L’ordre des Caudovirales a été aboli en 2020.
Un total de 14 familles ainsi qu'un genre incertae sedis étaient attribués à l'ordre :
- Ackermannviridae
- Autographiviridae
- Chaseviridae
- Demerecviridae
- Drexlerviridae
- Guélinviridae
- Herelleviridae
- Myoviridae
- Podoviridae
- Rountreeviridae
- Salasmaviridae
- Schitoviridae
- Siphoviridae
- Zobellviridae
- Lilyvirus, incertae sedis

## Voir également
- Xu J, Hendrix RW, Duda RL, « Conserved translational frameshift in dsDNA bacteriophage tail assembly genes », Molecular Cell, vol. 16, no 1,‎ octobre 2004, p. 11–21 (PMID 15469818, DOI 10.1016/j.molcel.2004.09.006 )
- Casjens SR, « Comparative genomics and evolution of the tailed-bacteriophages », Current Opinion in Microbiology, vol. 8, no 4,‎ août 2005, p. 451–8 (PMID 16019256, DOI 10.1016/j.mib.2005.06.014)